# Orchelimum agile
Orchelimum agile är en insektsart som först beskrevs av De Geer 1773.  Orchelimum agile ingår i släktet Orchelimum och familjen vårtbitare. Inga underarter finns listade i Catalogue of Life.